# 우성초등학교
우성초등학교는 대한민국 충청남도 공주시 우성면 동대리에 있는 공립 초등학교이다.

## 학교 연혁
- 1925년 5월 15일 우성공립보통학교로 개교
- 1938년 4월 1일 우성공립심상소학교로 개칭
- 1941년 4월 1일 우성공립국민학교로 개칭
- 1948년 3월 1일 우성국민학교로 교명 변경
- 1981년 3월 10일 병설유치원 개원
- 1994년 3월 1일 봉현분교장 편입
- 1996년 3월 1일 우성초등학교로 교명 변경
- 1999년 3월 1일 봉현분교장 본교로 통폐합
- 2006년 2월 16일 제76회 졸업(총 5,682명 졸업)
- 2006년 3월 1일 보룡분교장 편입
- 2006년 3월 1일 10학급 편성(본교 6, 분교 4)
- 2006년 9월 1일 보룡분교장 본교로 통폐합
- 2006년 9월 1일 6학급 편성
- 2014년 2월 14일 제84회 졸업(총 5,836명 졸업)
- 2014년 3월 1일 서병렬 교장 취임
- 2015년 3월 1일 특수학급 신설

## 참고 자료
- 우성초등학교 - 한국교육학술정보원 학교알리미